# دامیان لیزیو
دامیان لیزیو (انگلیسی: Damián Lizio؛ زادهٔ ۳۰ ژوئن ۱۹۸۹) بازیکن فوتبال اهل آرژانتین است.
از باشگاه‌هایی که در آن بازی کرده‌است می‌توان به باشگاه فوتبال ریور پلاته، باشگاه فوتبال بوتافوگو، باشگاه ورزشی العربی قطر، باشگاه فوتبال کوردوبا، باشگاه فوتبال آنورتوسیس فاماگوستا، و باشگاه ورزشی العربی کویت اشاره کرد.
وی همچنین در تیم‌های ملی فوتبال زیر ۲۰ سال آرژانتین و بولیوی بازی کرده‌است.